# 6937 Valadon
6937 Valadon (1010 T-2) là một tiểu hành tinh vành đai chính được phát hiện ngày 29 tháng 9 năm 1973 bởi Cornelis Johannes van Houten, Ingrid van Houten-Groeneveld và Tom Gehrels ở Đài thiên văn Palomar.